# Tidsmaskinen
 For alternative betydninger, se Tidsmaskine (flertydig). (Se også artikler, som begynder med Tidsmaskine)
Tidsmaskinen er en roman, skrevet af science fiction-forfatteren H. G. Wells. Den udkom første gang i 1895.
Der er lavet flere hørespil og filmatiseringer, deraf to film på baggrund af bogen, 1960-udgaven og en ny fra 2002. I 1960-udgaven er det Rod Taylor, der spiller rollen som opfinderen og i 2002-udgaven er det Guy Pearce.

## Handling
Opfinderen George lever i London ved århundredeskiftet. Efter hans kæreste dør, forsøger han forgæves at redde hende ved hjælp af sin tidsmaskine, men det er ham ikke muligt. I frustration flygter han til fremtiden, først besøger han England under 1. verdenskrig, derefter hopper han 40 år frem og havner lige midt i 3. verdenskrig, minutter før en atombombe sprænger London i luften. Han får startet tidsmaskinen i sidste øjeblik og bliver derved reddet, men trykket slår ham dog omkuld så han først vågner mange timer senere, da tidsmaskinen har bevæget sig over hundrede tusinde år ud i fremtiden.
Der møder han et mærkeligt folk, som han sætter sit liv på spil for at redde, for dette folk bliver jagtet af noget farligt, og der er intet de kan gøre ved det. George ødelægger tidsmaskinen, men redder folket, og bliver ved dem. 
| Bog | Spire Denne artikel om bøger og tidsskrifter er en spire som bør udbygges. Du er velkommen til at hjælpe Wikipedia ved at udvide den. |